# SiM
För andra betydelser, se SIM (olika betydelser).
SiM (Silenze Iz Mine) är ett japanskt rockband startat 2004 i Shonan (Kanagawa prefektur) av Manabu Taniguti (MAH). Deras musikstil blandar stilar som metal, punk, rock, hardcore, ska och reggae. 

## Medlemmar
Nuvarande medlemmar
- MAH (Manabu Taniguti) – sång (2004– )
- SHOW-HATE (Masahira Iida) – gitarr (2006– )
- SIN (Shinya Shinohara) – basgitarr (2009– )
- GODRi (Yuya Taniguchi) – trummor (2009– )

Tidigare medlemmar
- KAH – basgitarr (2004–2006)
- BUN – basgitarr (2006–2009)
- Way – trummor (2004–2009)

## Diskografi
Demo
- "Paint Sky Blue" (2007)

Studioalbum
- Silence Iz Mine (2008)
- Seeds of Hope (2011)
- Pandora (2013)
- The Beautiful People (2016)
- Thank God, There are Hundreds of Ways to Kill Enemies (2020)
- Playdead (2023)

EP
- Living in Pain (2010)
- Life and Death (2012)
- I Against I (2014)
- Beware (2022)

Singlar
- "Murderer" (2009)
- "ANTHEM" (2010)
- "EViLS" (2013)
- "EXiSTENCE" (2014)
- "ANGELS and DEViLS" (2015)
- "CROWS" (2015)
- "Let It End" (2017)
- "A/The Sound Of Breath" (2017)
- "Diamond" (2018)
- "Sand Castle" (2019)(ft. AkkoGorilla)
- "Devil in Your Heart" (2020)
- "Baseball Bat" (2020)
- "Captain Hook" (2020)
- "The Rumbling" (2022)

DVD
- DUSK and DAWN (2012)'
- 10 YEARS (2014)